# Alpha Games
Alpha Games è il sesto album in studio del gruppo musicale inglese Bloc Party, pubblicato nel 2022.

## Tracce

### Edizione Standard
Testi e musiche di Justin Harris, Kele Okereke, Russell Lissack, Louise Bartle.
1. Day Drinker – 3:13
2. Traps – 2:54
3. You Should Know the Truth – 3:01
4. Callum Is a Snake – 1:59
5. Rough Justice – 3:13
6. The Girls Are Fighting – 3:55
7. Of Things Yet to Come – 4:03
8. Sex Magik – 3:26
9. By Any Means Necessary – 2:49
10. In Situ – 2:55
11. If We Get Caught – 3:14
12. The Peace Offering – 4:51

### Edizione Deluxe
Testi e musiche di Justin Harris, Kele Okereke, Russell Lissack, Louise Bartle.
1. Day Drinker – 3:13
2. Traps – 2:54
3. You Should Know the Truth – 3:01
4. Callum Is a Snake – 1:59
5. Rough Justice – 3:13
6. The Girls Are Fighting – 3:55
7. Of Things Yet to Come – 4:03
8. Sex Magik – 3:26
9. By Any Means Necessary – 2:49
10. In Situ – 2:55
11. If We Get Caught – 3:14
12. The Peace Offering – 4:51
13. Acting Out – 2:47
14. The Robot and the Psychonaut – 4:05
15. Strut – 3:25

## Formazione
- Kele Okereke – voce, chitarra
- Russell Lissack – chitarra
- Justin Harris – basso, sintetizzatore, cori
- Louise Bartle – batteria, percussioni, cori

## Classifiche
| Classifica (2022) | Posizione raggiunta |
| ----------------- | ------------------- |
| Regno Unito       | 7                   |